# 250774 Syosset
250774 Syosset è un asteroide della fascia principale. Scoperto nel 2005, presenta un'orbita caratterizzata da un semiasse maggiore pari a 3,1227599 au e da un'eccentricità di 0,0518913, inclinata di 10,47221° rispetto all'eclittica.